# Cacia malaccensis
Cacia malaccensis är en skalbaggsart som beskrevs av Stefan von Breuning 1935. Cacia malaccensis ingår i släktet Cacia och familjen långhorningar. Inga underarter finns listade.